# Ceryx hilda
Ceryx hilda is een vlinder uit de familie spinneruilen (Erebidae), onderfamilie beervlinders (Arctiinae). De wetenschappelijke naam van de soort is voor het eerst geldig gepubliceerd in 1894 door Ehrmann.
Deze nachtvlinder komt voor in tropisch Afrika.